# Спутниковый навигатор
GPS-навигатор — устройство, которое получает сигналы глобальной системы позиционирования с целью определения текущего местоположения устройства на Земле. Устройства GPS обеспечивают информацию о широте и долготе, а некоторые могут вычислить и высоту.

## Устройство
Аппаратная часть

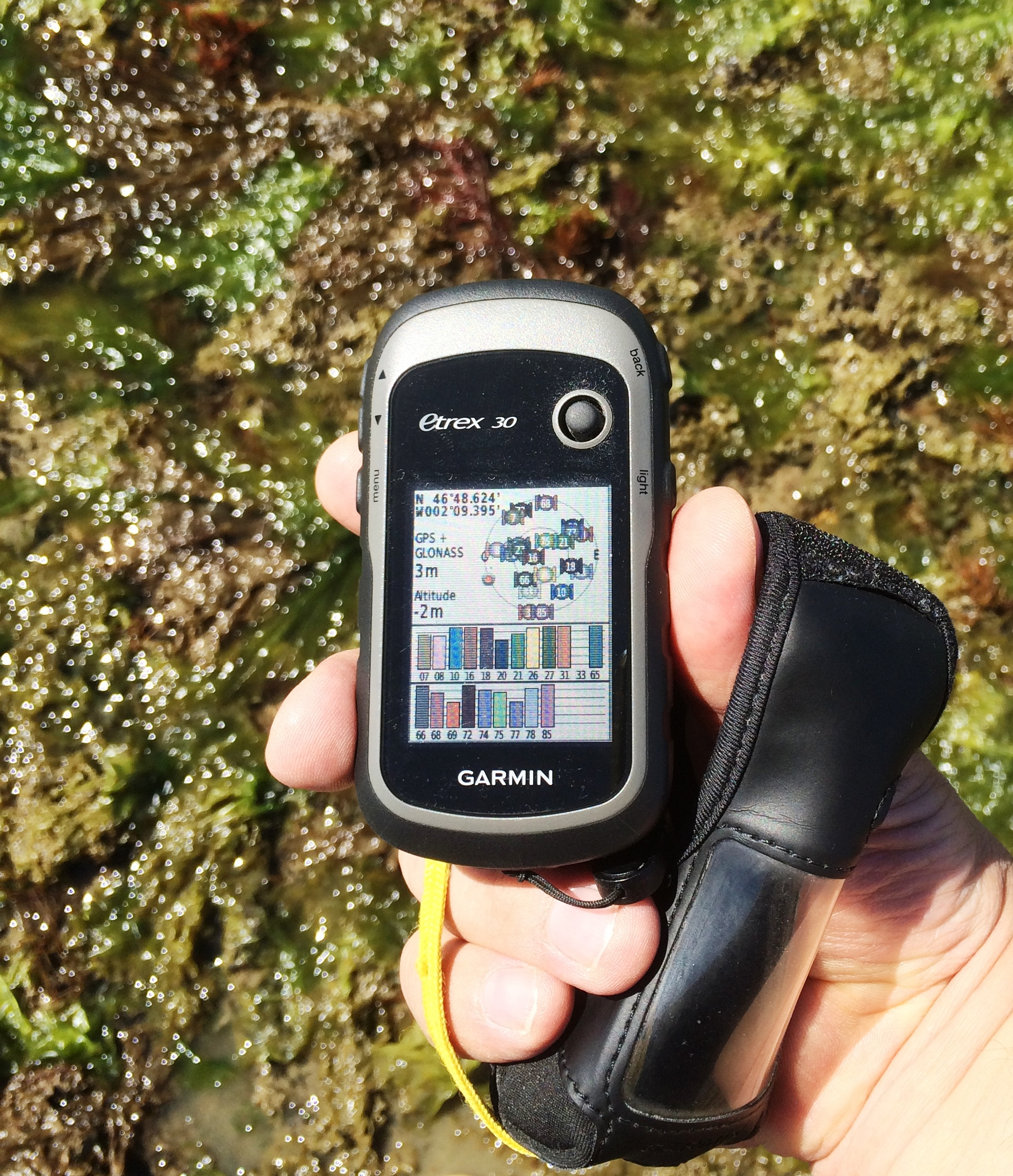
GPS-ГЛОНАСС навигатор, 2011 г.

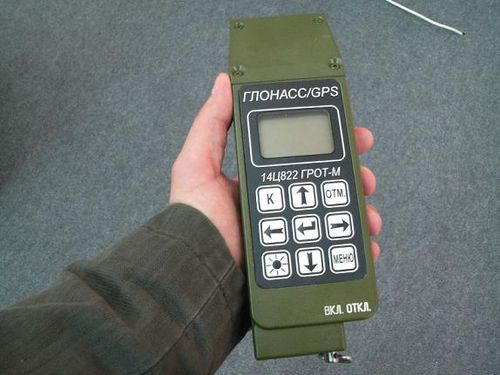
GPS-ГЛОНАСС НАП 14Ц822 «Грот-М» военного назначения, 2003 г.

В GPS-навигаторе присутствуют несколько важных компонентов, от которых во многом зависит точность и качество работы прибора:
- GPS-чипсет — набор микросхем, в котором процессор — самая важная часть. Процессор обеспечивает работу всего устройства, а также обрабатывает спутниковый сигнал, поступающий от GPS-модуля, вычисляя координаты.
- GPS-антенна настроена на частоты, на которых передаются данные навигационных спутников.
- Дисплей для отображения информации.
- Оперативная память обеспечивает быстродействие навигатора.
- Память BIOS обеспечивает связь аппаратной и программной части.
- Встроенная Flash-память используется для хранения операционной системы, ПО и пользовательских данных.
- Другие элементы платы — GPRS-модуль, Bluetooth-модуль, радиоприёмник и т. д. Наличие этих элементов зависит от архитектуры конкретной модели навигатора.
- Разъёмы (внешние интерфейсы) — разъём внешнего питания, гнездо для подключения наушников, слоты для карт памяти и SIM-карт. Набор разъёмов зависит от особенностей конкретной модели навигатора.

Программная часть
В общем случае программная часть состоит из BIOS, операционной системы, программной оболочки, навигационных программ и дополнительных приложений.
- BIOS — микропрограмма, обеспечивающая операционной системе доступ API к аппаратуре навигатора.
- Операционная система — собственная ОС (как правило, на базе существующих) или ОС стороннего производителя. Наиболее популярная ОС стороннего производителя — Windows CE.
- Программная оболочка, обеспечивающая удобную работу с программным обеспечением навигатора и содержащая необходимые библиотеки для корректной работы программ.
- Навигационная программа — собственная разработка или ПО стороннего производителя. Наиболее популярные[источник не указан 814 дней] навигационные программы сторонних производителей — CityGuide, Навител Навигатор, Автоспутник, ПроГород и другие.
- Дополнительные приложения — мультимедийные приложения, игры и другие программы, как правило, предустановленные производителем.

В навигаторах некоторых производителей отдельные элементы программной части могут быть объединены. Например, функции программной оболочки может выполнять операционная система, а дополнительные приложения входить состав навигационной системы.

## Автомобильные навигаторы

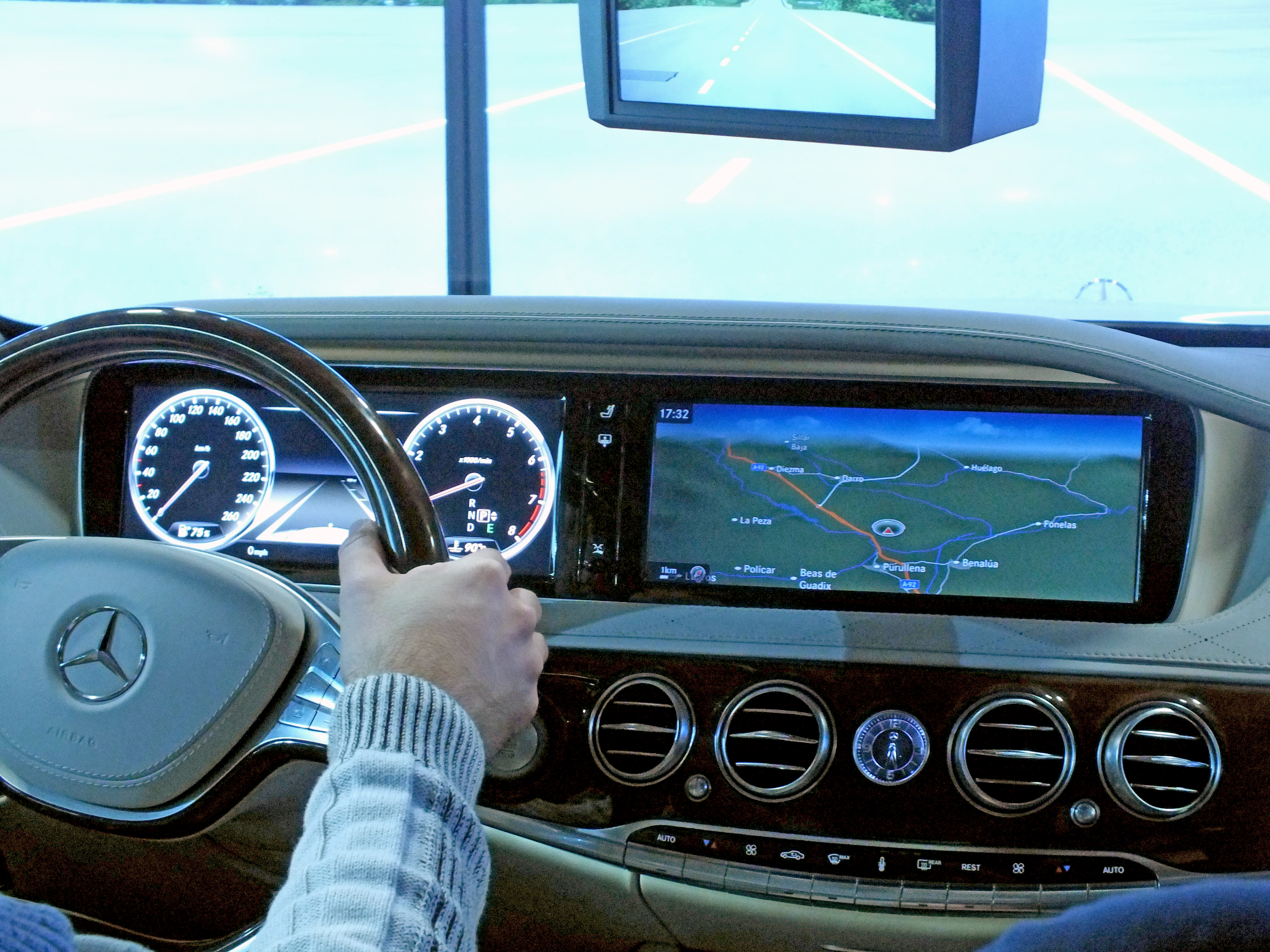
автомобильный навигатор

Современные автомобильные навигаторы способны прокладывать маршрут с учётом организации дорожного движения и осуществлять адресный поиск. Они могут обладать обширной базой объектов инфраструктуры, которая служит для быстрого поиска пунктов общественного питания, автозаправочных станций, мест для стоянок и отдыха. Некоторые модели способны принимать и учитывать при прокладке маршрута информацию о ситуации на дорогах, по возможности избегая серьёзных транспортных заторов. Данные о пробках могут быть получены навигатором посредством мобильной связи (по протоколу GPRS), или из радиоэфира по каналам RDS диапазона FM.
Помимо GPS-навигаторов в продаже есть устройства, способные одновременно работать и с GPS, и с ГЛОНАСС. Массовое производство двухсистемных навигаторов началось в мае 2010 года: в продаже одновременно появились навигаторы Lexand SG-555 и Explay GN-510. Сегодня модели с поддержкой ГЛОНАСС и GPS есть в продуктовых линейках Explay, Lexand, Prestigio, Prology и некоторых других торговых марок. Доля таких устройств в общем годовом объёме продаж навигаторов достигает 6,6 %.
Газета «Ведомости» проводила сравнение односистемных и двухсистемных навигаторов:

Тест показал, что для поездок по Москве можно обойтись и односистемным навигатором. Но то, что навигаторы «Глонасс/GPS» работают точнее и надёжнее, подтвердилось на практике. Превосходящие характеристики двухсистемных устройств актуальны и в повседневной жизни — например, если вы хотите вовремя перестроиться для поворота на нужную полосу дороги.

## Туристические навигаторы

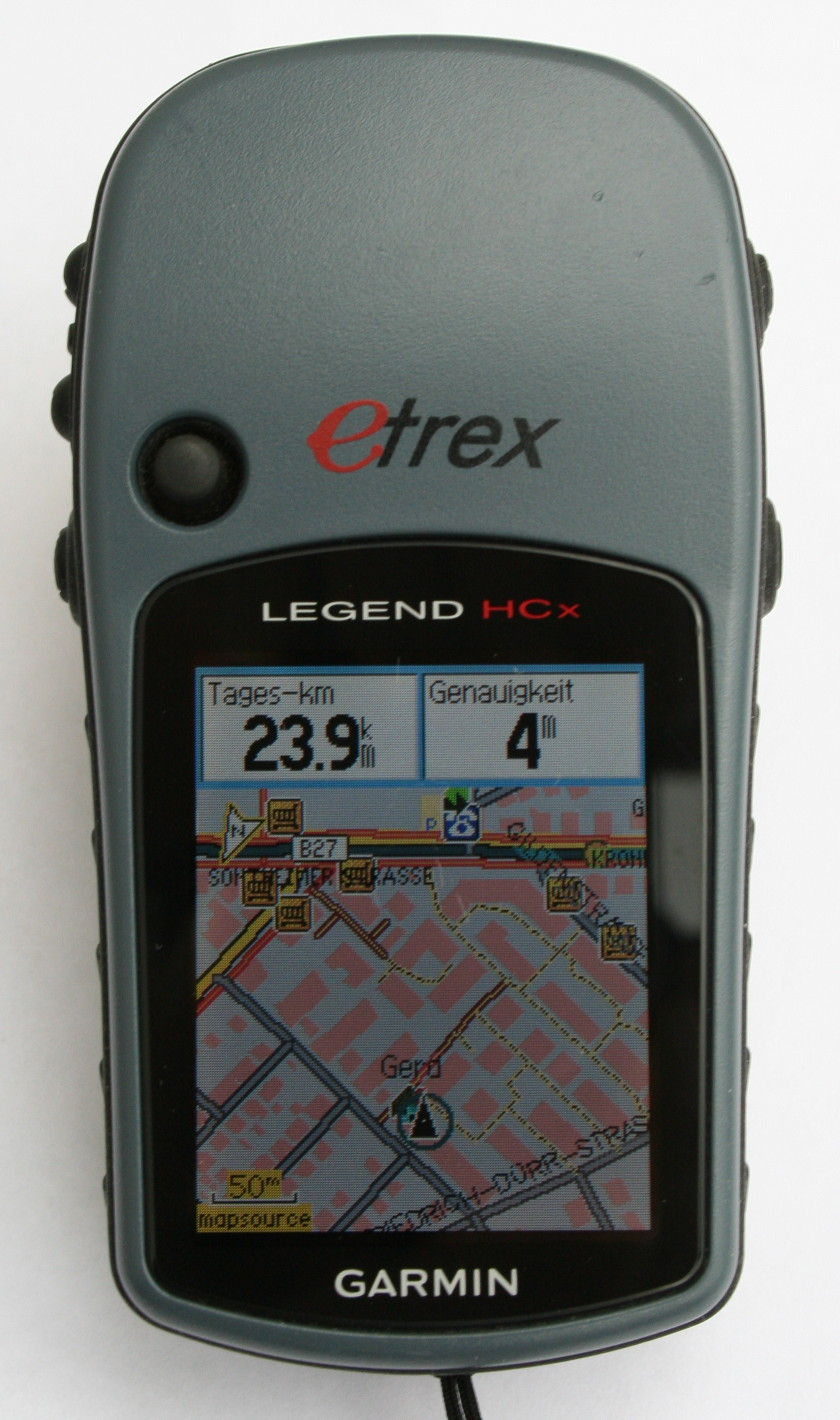
Туристический навигатор Garmin eTrex Legend HCx

Портативные туристические навигаторы предназначены для туризма (водного, горного, пешего) и активного отдыха. Как правило, такие навигаторы имеют противоударный и водонепроницаемый (по стандарту IPX7) корпус, способны работать и принимать спутниковый сигнал в самых сложных условиях густого леса и горной местности. Многие модели имеют возможность использования карт местности. Кроме того, они могут оснащаться дополнительными возможностями, которые могут пригодиться в дальнем походе, среди которых магнитный компас и барометрический высотомер.

## Спортивные навигаторы

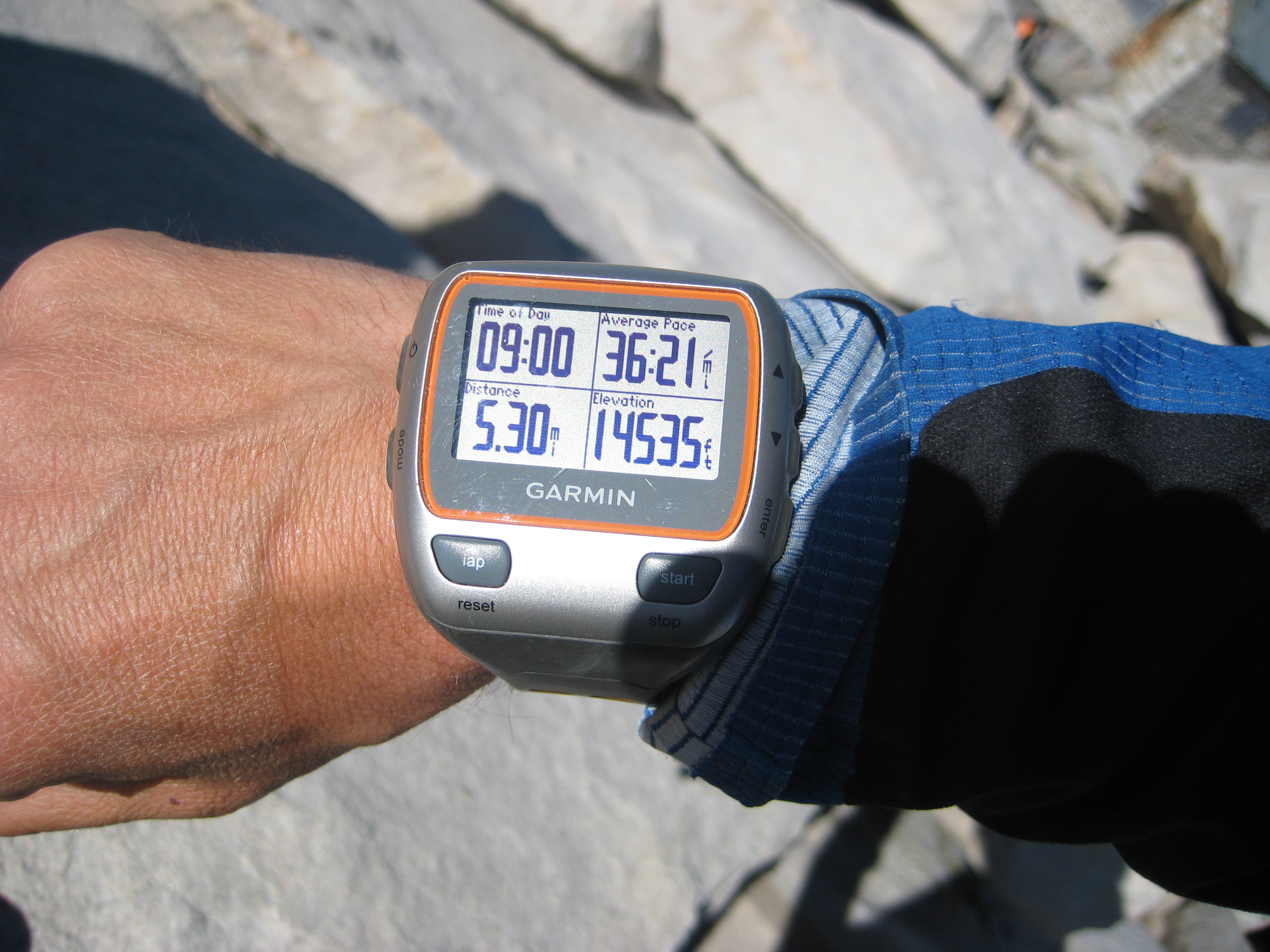
Навигатор Garmin Forerunner 310 XT

Используются на тренировках и во время соревнований спортсменами, занимающимися циклическими видами спорта на открытом воздухе (бег, лыжные гонки, велосипед). Обеспечивают совместную регистрацию параметров состояния организма спортсмена (частота сердечных сокращений) совместно с параметрами движения (траектория, скорость, пройденный путь, набор высоты). Исполнение — влагонепроницаемое, ударозащищённое, с минимальными габаритами и весом. Выполняются в корпусе наручных часов для ношения на руке, в прямоугольном корпусе для крепления на руль велосипеда. Оснащаются внешними датчиками (контактный датчик сердечных сокращений, датчик оборота педалей велосипеда, датчик шагов), которые обмениваются данными с основным прибором по радиоканалу. Могут оснащаться встроенным барометрическим альтиметром. Сообщают спортсмену требуемую информацию с помощью собственного дисплея, звуковыми и вибросигналами. Получают заранее подготовленное задание на тренировку (дистанция, темп движения, заданное направление движения, частота сердечных сокращений) из персонального компьютера. Записывают данные в собственную энергонезависимую память для последующей передачи в персональный компьютер для анализа тренировки или выступления и ведения спортивного дневника.

## Карты в GPS-навигаторах

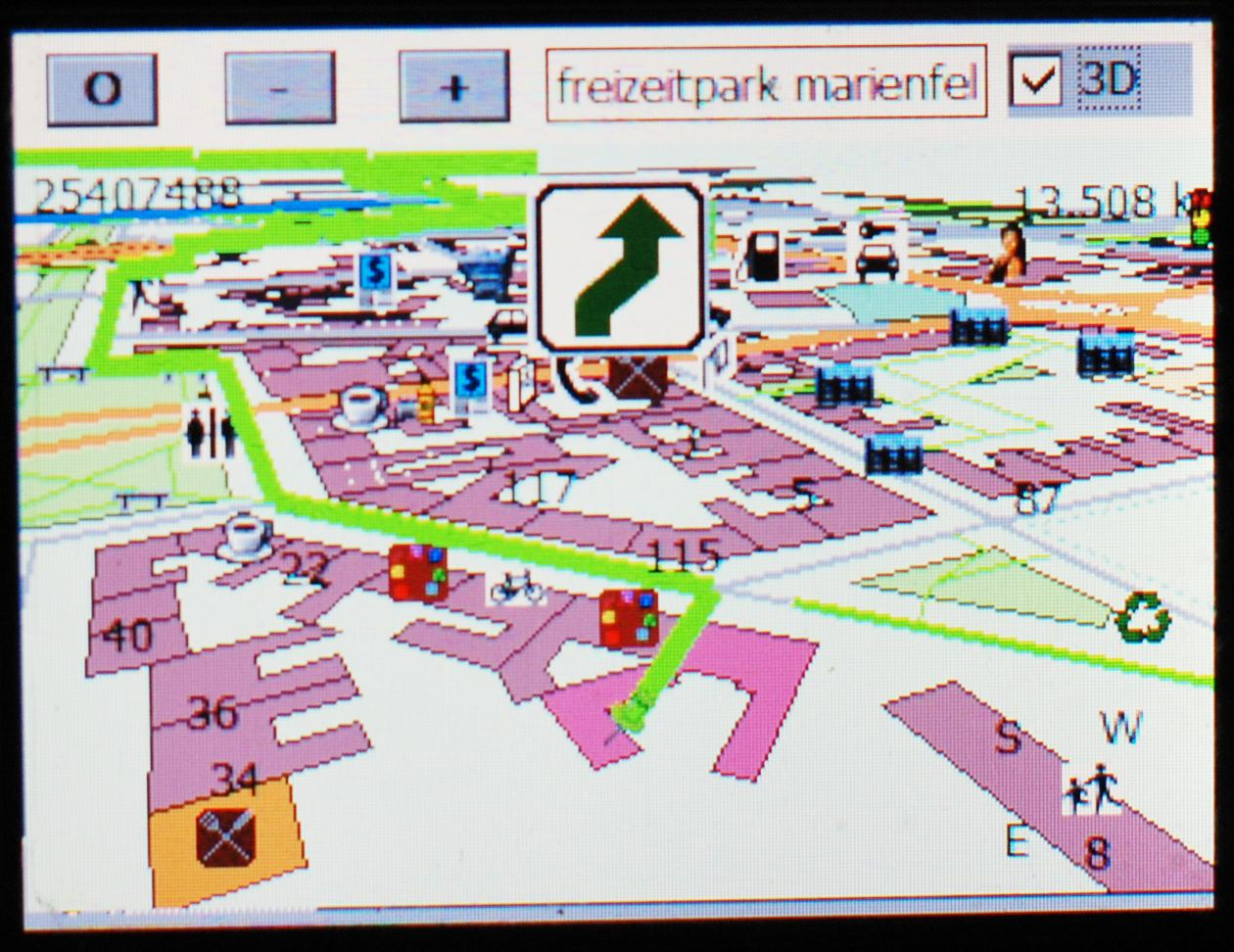
Навигационная программа с открытым исходным кодом для велосипедистов — Gosmore, использует открытые картографические данные из OpenStreetMap.

Наличие карты существенно улучшает пользовательские характеристики навигатора. Навигаторы с картами показывают положение не только самого приёмника, но и объектов вокруг него.
Все электронные GPS-карты можно поделить на два основных типа — векторные и растровые.
Растровые карты — это самый простой и доступный тип карт. Фактически это изображение местности, к которому привязываются географические координаты. Масштаб растровой карты напрямую зависит от исходного варианта; или это фотография со спутника, или отсканированная бумажная карта. В России лучше всего представлены растровые карты крупных городов, для других районов карты найти проблематично. Также есть проблема привязки координат карты к координатам, выдаваемым приёмником (проблема датума). На платформах Windows и Windows Mobile для использования растровых карт доступна популярная программа OziExplorer. Так же огромный массив растровых (фотографических и растеризованных векторных) карт и средства работы с ними, включая поддержку работы с GPS-приёмниками, предоставляют такие интернет-сервисы, как Карты Google, Яндекс.Карты, OpenStreetMap и др.
Векторные карты представляют собой базу данных, где хранится информация об объектах, их характеристиках и взаимном месторасположении, географических координатах и прочем. В картах могут храниться разнообразные характеристики местности: горы, реки, озера, впадины, дороги, мосты, уровни антропогенных загрязнений, типы растительности, расположение ЛЭП. Также многие подробные карты хранят множество таких объектов, как заправки, гостиницы, кафе и рестораны, стоянки, посты дорожной полиции, запрещённые к проезду зоны, достопримечательности и памятники, культурные артефакты, больницы.
Поскольку в них не содержится объёмных графических изображений, места в памяти они занимают гораздо меньше, чем растровые, но работают медленнее. Безусловным преимуществом векторных карт является возможность осуществлять адресный поиск, а также поиск ближайших к заданной точке объектов инфраструктуры. Кроме того, векторные карты позволяют показывать разную детализацию объектов при отображении карты в разных масштабах.
Существуют навигационные системы, позволяющие пользователю дополнять карты навигатора своими собственными объектами.
В специализированных автомобильных GPS-навигаторах существует возможность прокладывать маршруты по векторной навигационной карте — с учётом дорожных знаков, разрешённых поворотов и даже дорожных пробок.
При подготовке туристических походов в ряде случаев разумным является рисование собственных карт района будущего путешествия. Такая карта рисуется с помощью специализированного векторного графического редактора — и может быть сохранена в векторном формате, пригодном для загрузки в GPS-приемник. Таким образом, количество и качество туристических карт для GPS также со временем растёт. Наиболее современные модели навигаторов позволяют загружать карты в растровых форматах (Garmin Oregon, Dakota и т. п.).